# استیون پینکر
استیون آرتور پینکر (به انگلیسی: Steven Arthur Pinker) (زادهٔ ۱۸ سپتامبر ۱۹۵۴) زبان‌شناس، روان‌شناس فرگشتی، روان‌شناس تجربی، دانشمند علوم شناختی کانادایی-آمریکایی و نویسندهٔ کتاب‌های علمی است. او در سال ۲۰۰۳ استاد روان‌شناسی خانواده جانستون در دانشگاه هاروارد شد.
پینکر به خاطر فعالیتش در روان‌شناسی تکاملی و نظریه محاسباتی ذهن شناخته شده است. تخصص او شامل رشته‌های روان‌شناسی زبان، ادراک بصری، تصویر برداری ذهن، تشخیص شکل، توجه بصری، تکامل زبان در کودکان، پدیده‌های قاعده‌مند و بی‌قاعده در زبان، پایهٔ عصبی کلمات و دستور زبان است. او نویسندهٔ هفت کتاب به نام‌های «غریزهٔ زبان»، «ذهن چگونه کار می‌کند»، «کلمات و قواعد»، «لوح سپید»، «مواد ذهن»، «جنس اندیشه: زبان به‌عنوان پنجره‌ای به طبیعت انسان» و «فرشتگانِ بهترِ ذات ما» است.
تخصص دانشگاهی پینکر علوم شناختی دیداری و روان‌شناسی است. تحصیلات دانشگاهی او شامل آزمایش‌های بر روی تصویرسازی ذهنی، ساختار شناخت، توجه دیداری، پیشرفت زبان در کودکان، پدیده‌های منظم و نامنظم در زبان، ریشه‌های عصبی کلمات و دستور زبان و روان‌شناسی کنایه و تعبیر، است. او دو کتاب فنی منتشر کرد که نظریهٔ عمومی‌ای را پیرامون فراگیری زبان و به‌کارگیری آن در یادگیری افعال در کودکان، پیشنهاد می‌داد. در کتابهایی کمتر دانشگاهی، او زبان را به عنوان یک «غریزه» یا سازگاری بیولوژیکی که توسط انتخاب طبیعی شکل گرفته، مورد استدلال قرار می‌دهد. در این دیدگاه، او در مقابل نوام چامسکی و دیگر کسانی است که توانایی انسان برای یادگیری زبان را محصول جانبی سایر سازگاری‌ها می‌دانند.

## زندگی‌نامه
پینکردر خانواده یهودی در سال ۱۹۵۴ منترال بزرگ‌ترین شهر استان کبک در کانادا متولد شد. وضعیت اقتصادی خانوادهٔ او متوسط بود. والدین او رزالین (ویسنفلد) و هری پینکر بودند. اجداد او در سال۱۹۲۶ از رومانی و لهستان به کانادا مهاجرت کردند و صاحب کارخانهٔ کوچک کراوات در مونترال شدند. پدر او که وکیل بود که در ابتدا به عنوان صاحب کارخانه شروع به کار کرد و مادرش هم به عنوان معمار شروع به کار کرد و سپس به عنوان مشاور و پس از آن به نایب مدیر مدرسه کار کرد. او یک خواهر و برادر کوچکتر از خود دارد. برادرش رابرت تحلیلگر سیاسی دولت کانادا است خواهرش، سوزان پینکر، روان‌شناس و نویسنده کتاب تضاد جنسی و تأثیر روستا است.

## تحقیق و تئوری
تحقیقات پینکر بر روی شناخت بصری با همکاری استفان کسلین مشاور پایان‌نامه شروع شد. او در تحقیقات خود نشان داد که تصاویر ذهنی نشانگر مناظر و اشیا هستند (چیزی مشابه تصویر سه بعدی) و به همین ترتیب بنا به نظریه یک عصب‌شناس به نام دیوید مور «طرح دو و نیم بعدی» است. او همچنین نشان داد که این سطح در دقت بصری و در تشخیص اشیا (حداقل برای تشخیص اشکال نامتقارن) مورد استفاده می‌باشد. در مقابل در تئوری مور که می‌گوید برای تشخیص دادن، دیدگاه مستقل مورد استفاده قرار می‌گیرد.

## نوشته‌های با سبک نگارش انگلیسی در قرن ۲۱
در کتاب محبوب هفتمش، سبک نگارش: راهنمایی کسی که در قرن ۲۱ دست به قلم می‌برد. (۲۰۱۴) پینکر تلاش کرد که سبکی برای نگارش ابداع کند که از آن طریق علوم روز و روان‌شناسی را بیان کند، فارغ از اینکه نوشتن و توصیف و توضیح علم پیچیده و غیرقابل درک باشد و درک موضوع نیز برای خواننده آسان باشد.

## مناظره‌های عمومی
پینکر اغلب در مناظرات عمومی با موضوعات محیط اطراف و تفسیر جامعه امروزی شرکت می‌کند. مفسران اجتماعی مانند اد وست نویسنده کتاب «توهم تنوع» به جسارت و علاقهٔ پینکر در رویارویی با تابوها اشاره کرد. وست پس از گذشت یک دهه از چاپ کتابش اینگونه می‌نویسد که این عقیده (مرحله فرضی فکری خالی از افکار و تخیلات) برخلاف تخیلات فانتزی به عنوان یک واقعیت باقی می‌ماند. وست پینکر را اینگونه توصیف می‌کند: «پینکر بدون هیچ بحث و جدلی خواننده را بر آن می‌دارد که خودشان نتیجه را به تصویر بکشند.»

## جوایز و برتری‌ها
پینکر به عنوان یکی از ۱۰۰ فرد برتر تأثیرگذار جهان در سال ۲۰۰۴ در مجله تایمز شناخته شد و به عنوان یکی از ۱۰۰ چهره روشنفکر در هر دو سال ۲۰۰۸ و ۲۰۰۵ شد. در سالهای ۲۰۱۰ و ۲۰۱۱ از او در ردهٔ متفکران جهانی در سیاست‌های خارجی یاد شد. در سال ۲۰۱۶ او به عنوان فرد برتر در آکادمی علمی ملی بیشترین رای را به‌دست‌آورد.
تحقیقات وی در زمینهٔ روان‌شناسی شناختی برنده جایزه شغل اولیه در سال ۱۹۸۴ و برنده جایزه بوید مک کندلس در سال ۱۹۸۶ از انجمن روانشناسان آمریکا شد. از دیگر جوایزی که برنده شد می‌توان به جایزه پروژه ترولند (۱۹۹۳) از انجمن آکادمی ملی علوم، جایزه هنری دال (۲۰۰۴) از مؤسسه رویال بریتانیای کبیر، و جایزه جورج میلر (۲۰۱۰) از جامعه عصب شناسان اشاره کرد. او همچنین دکترای افتخاری از دانشگاه‌های نیوکسل، سوری، تلاویو، مک گیل، سیمون فراسر و دانشگاه ترومسو دریافت کرد. او دو بار به مرحله فینال برای دریافت جایزه پولیتزر در سالهای ۱۹۹۸ و ۲۰۰۳ راه یافت. در ۱۳ ماه مه ۲۰۰۶ او موفق به دریافت جایزه انسان دوست برتر سال در انجمن حقوق بشر دربارهٔ درک عمومی از انقلاب بشریت گردید.

### کتاب
- آموزش‌پذیری زبان و رشد زبان (۱۹۸۴)
- شناخت دیداری (۱۹۸۵)
- پیوندها و نمادها (۱۹۸۸)
- آموزش‌پذیری و شناخت: فراگیری ساختار استدلال (۱۹۸۹)
- معنی‌شناسی واژگانی و مفهومی (۱۹۹۲)
- غریزه زبانی (۱۹۹۴)
- ذهن چطور کار می‌کند (۱۹۹۷)
- واژگان و قواعد: اجزای تشکیل‌دهنده زبان (۱۹۹۹)
- لوح سفید: انکار مدرن طبیعت انسان (۲۰۰۲)
- جنس اندیشه: زبان، پنجره‌ای به طبیعت انسان (۲۰۰۷)
- فرشتگان بهتر طبیعت ما: چرا خشونت کاهش یافته است؟ (۲۰۱۱)
- زبان، شناخت، و طبیعت انسان: مقالات برگزیده (۲۰۱۳)
- سبک نگارش: راهنمایی کسی که در قرن ۲۱ دست به قلم می‌برد. (۲۰۱۴)
- اکنون، روشنگری: دفاعیهٔ خرد، علم، انسان‌گرایی و پیشرفت (۲۰۱۸) ترجمه محمدعلی جعفری، نشر مازیار، در دست مجوز و انتشار
- عقلانیت: چیست؟ چرا کمیاب به نظر می‌رسد؟ چرا اهمیت دارد؟ (۲۰۲۱)

### مقاله
- در باب زبان و تحلیل پیوندگرای مدل پردازش گسترده موازی از فراگیری زبان (۱۹۸۸)(همراه با آلن پرنس)
- قواعد زبان (۱۹۹۱)
- واژگان و قواعد(۱۹۹۸)
- بنیان‌های ذاتی اخلاق، ترجمه الهام ذوالقدر نشر تلنگر ۱۳۹۵ (این مقاله در نیویورک تایمز است که در قالب کتاب در ایران چاپ شد)
- مناظره زمان گذشته دستوری: گذشته و آینده زمان گذشته دستوری (۲۰۰۲) (همراه با مایکل اولمن)